# Grudnjak
 Ovo je glavno značenje pojma Grudnjak. Za druga značenja pogledajte Grudnjak (razdvojba).
Grudnjak je ženski odjevni predmet, dio donjega rublja namijenjen potpori ili pokrivanju ženskih grudi. Grudnjaci su dizajnirani za razne svrhe, uključujući povećanje veličine grudi, oblikovanju dekoltea ili za druge estetske ili praktične svrhe. 
Kupaći kostimi i haljine bez leđa mogu imati ugrađenu potporu za grudi s potpornim košaricama grudnjaka. Trudnički grudnjaci dizajnirani su, da olakšaju dojenje. Neke žene imaju medicinske i kirurške potrebe za grudnjacima, ali većina ih nosi iz modnih ili kulturnih razloga. Nema dokaza da grudnjaci sprječavaju opuštanje grudi, a jedna studija čak sugerira suprotno (slabljenje potpornog tkiva dojki), s izuzetkom nošenja tijekom sportskih vježbi.
Grudnjaci su stekli važnost izvan njihove puke funkcionalnosti kao odjevnoga predmeta. Grudnjaci su postali modni predmet i ponekad se namjerno otkriju ili ih čak nose kao gornji dio odjeće.
Postoji mnogo različitih vrsta grudnjaka kao što su: sportski grudnjak, grudnjak s majicom, push-up, ronilački, bežični, trudnički, bešavni, silikonski i dr.
Prije pojave nošenja grudnjaka, žensko poprsje bilo je obavijeno korzetima i steznicima te strukturiranim odjevnim predmetima nazvanim "poboljšači za poprsje" od kostiju i čipke. Povijest steznika ukazuje na to da su oni počeli izlaziti iz mode do 1917. godine, kad je metal bio potreban za izradu tenkova i streljiva za Prvi svjetski rat. Prvi grudnjak pripisuje se Mary Phelps Jacob (poznatijoj kao Caresse Crosby) iz New Yorka. Frustrirana korzetom od kitove kosti, koji je neprestano provirivao kroz novu party haljinu, osmislila je grudnjak od dva rupčića i vrpce kako bi pokazala svoj dekolte. Budući da je zbog toga izgledala bolje, Mary Phelps Jacob počela je prodavati grudnjake svojim prijateljicama za jedan dolar. Ubrzo je osnovala „Fashion Form Brassière Company”, tvornicu koju su činile dvije žene u Bostonu te prvi je grudnjak patentirala 1914. godine. Nakon što je napravila nekoliko stotina grudnjaka i imala nekoliko narudžbi iz robnih kuća, suprug ju je nagovorio da zatvori tvrtku. Patent je prodala tvrtki „Warner Brothers Corset Company” za 1500 američkih dolara. U sljedećih 30 godina „Warner Brothers” zaradili su više od 15 milijuna američkih dolara od dizajna grudnjaka.
Grudnjaci su izvorno bili izrađeni od platna. Sada su izrađeni od različitih materijala, uključujući: pamuk, poliamid, elastan, poliester, spandeks, lateks, mikrofibru, saten, svilu, čipku, koji se miješaju kako bi se postigle određene svrhe. Spandeks, sintetičko vlakno s ugrađenom "rastezljivom memorijom", može se kombinirati s pamukom, poliesterom ili najlonom. 